# 桓公 (鄭)
桓公（かんこう、紀元前?年 - 紀元前771年）は、鄭の初代君主。周の厲王の末子で宣王の弟。

## 生涯
厲王の末子として生まれる。
宣王22年（前807年）、友（以降は桓公と表記）は鄭に封ぜられた。
桓公33年（前774年）、鄭の領民はみな安堵して桓公を敬愛するようになった。そこで周の幽王は桓公を周の司徒に任命した。
桓公34年（前773年）、桓公は周王室の将来を危ぶみ、太史伯（伯陽）に相談したうえ、鄭を洛水の東に遷した。すると、虢と鄶の2国が10邑を桓公に献上してきた。
桓公36年（前771年）、幽王の失政がたたり、申后の父である申侯は犬戎などを招き寄せて幽王を驪山の麓で殺害し、桓公をも殺害した。鄭の人たちは共に桓公の子である掘突（くつとつ）を立てて鄭君（武公）とした。

## 鄭の桓公を主人公とした作品
- 宮城谷昌光 『霊異記』『豊穣の門』　–　周の東遷を扱った作品。

## 参考資料
- 『史記』（鄭世家第十二）